# Ісаак Беббітт
Ісаак Беббітт (англ. Isaac Babbitt; нар. 26 червня 1799, Тонтен, Массачусетс — пом. 26 травня 1862, Сомервіль, Массачусетс) — американський винахідник у галузі металургії. У 1839 році він винайшов підшипник, виготовлений із металевого сплаву на основі олова з низьким коефіцієнтом тертя (Babitt metal), який сьогодні широко використовується в підшипниках двигунів.
Беббіт здобув фах ювеліра, спеціалізувався на роботі із золотом. Експериментував із металевими сплавами.
1824 року Ісаак Беббітт виготовив метал Britannia, перший на теренах Сполучених Штатів. Розпочав продаж столових виробів із цього металу під назвою Babbitt, Crossman & Company. Того ж року він заснував у Таунтоні фірму «Reed & Barton» з виробництва срібних виробів. Проте, фірма була збитковою і 1834 Беббітт переїхав у Бостон, де працював директором ливарного заводу («Alger's foundries»), де він виготовив першу латунну гармату в Сполучених Штатах, і заводу боєприпасів («Ordnance Works»). Там, у 1839
році, він створив сплав, який започаткував поширену нині групу антифрикційних сплавів, які на його честь названі бабітами. За свій винахід у 1841 році він отримав золоту медаль асоціації механіків Массачусетсу, а пізніше премію конгресу США у 20 000 доларів. Сплав був запатентований в Англії (1844) і в Росії (1847). ПДеякий час він присвятив свою увагу виробництву металу, а також займався виготовленням мила.

## Патенти
- «Способ виготовлення коробок для осей і клинів», Патент США 1252, 17 липня 1839 р.
- «Металевий хон для заточування бритв», патент США № 10,5254, 23 травня 1854 р.